# Europejskie Obserwatorium Warunków Pracy
Europejskie Obserwatorium Warunków Pracy (w skrócie EWCO od ang. The European Working Conditions Observatory) powstało w 2003 roku i dostarcza informacji o warunkach pracy i problemach związanych z zatrudnieniem w krajach członkowskich Unii Europejskiej. Obserwatorium działa przy Europejskiej Fundacji na rzecz Poprawy Warunków Życia i Pracy przy wsparciu korespondentów z wszystkich krajów UE, Norwegii, Bułgarii i Rumunii.